# Scott Brady
Scott Brady (13 de septiembre de 1924 – 16 de abril de 1985) fue un actor de cine y televisión estadounidense conocido por sus papeles en películas del oeste y por su omnipresencia en la televisión. Interpretó el papel principal en la serie de televisión Shotgun Slade (1959-1961).

## Resumen biográfico
Su verdadero nombre era Gerard Kenneth Tierney, y nació en el barrio de Brooklyn, en Nueva York. Sus padres fueron Lawrence y Mary Alice Tierney. Uno de sus hermanos fue el actor Lawrence Tierney. Su padre era un policía irlandés-estadounidense que fue jefe de la policía del acueducto de Nueva York. Sus hermanos mayores y menores eran los también actores Lawrence y Edward Tierney, respectivamente. Tomó su nombre de pantalla del cuento de un amigo en el que el héroe, un boxeador, se llamaba Scott Brady. 
Brady inició su carrera cinematográfica tras tomar clases de arte dramático finalizada la Segunda Guerra Mundial (durante la cual estuvo en la Armada, en la que llegó a ser campeón de boxeo). 
Brady tuvo dos roces con el escándalo. En 1957, fue detenido por posesión de narcóticos, pero los cargos fueron retirados y él siempre mantuvo que le habían tendido una trampa. En 1963, la Comisión de Carreras de Caballos del Estado de Nueva York le prohibió participar en este deporte por su asociación con conocidos corredores de apuestas. También se vio envuelto en dos juicios con Eagle-Lion Films en 1950. El estudio demandó a Brady por 105.000 dólares, alegando que no había cumplido el requisito de su contrato de hacer dos películas al año durante cinco años. Brady contrademandó por 510.000 dólares en concepto de daños y perjuicios, alegando que su carrera se vio perjudicada cuando Eagle-Lion le suspendió.

## Carrera de actor

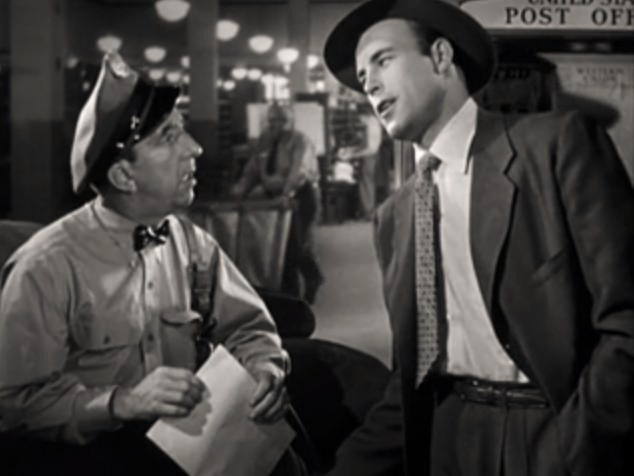
Escena de película donde se muestra a Scott Brady.

El actor se especializó en papeles de tipos duros en filmes como He Walked by Night y Johnny Guitar. Actuó con regularidad en la serie policíaca de los años setenta Police Story. Tuvo el papel protagonista de Ambush at Cimarron Pass, película en la que Clint Eastwood era el tercero del reparto. Su última interpretación para el cine fue en el film de 1984 Gremlins.
Además, se le ofreció el papel de Archie Bunker en la serie All in the Family en 1971, que rechazó, aunque posteriormente trabajó en un episodio del programa, "Edith's Night Out." Participó en la serie Laverne & Shirley, interpretando a Jack Feeney en el episodio 32 de la misma. De su trabajo televisivo cabe destacar su papel protagonista en la serie western Shotgun Slade entre 1959 y 1961. http://www.thrillingdetective.com/shotgun.html

## Muerte
Brady falleció en 1985 a causa de un enfisema. La muerte tuvo lugar en Los Ángeles, California, y el actor fue enterrado en el Cementerio de Holy Cross, en Culver City, California.[cita requerida]

## Filmografía parcial
- The Counterfeiters (1948) - Jerry McGee
- Canon City (1948) - Jim Sherbondy
- In This Corner (1948) - Jimmy Weston
- He Walked by Night (1948) - Sargento de policía Marty Brennan
- The Gal Who Took the West (1949) - Lee O'Hara
- Port of New York (1949) - Michael 'Mickey' Waters
- Undertow (1949) - Tony Reagan
- I Was a Shoplifter (1950) - Jeff Andrews
- Undercover Girl (1950) - Teniente Michael Trent
- Kansas Raiders (1950) - Bill Anderson
- The Model and the Marriage Broker (1951) - Matt Hornbeck
- Bronco Buster (1952) - Bart Eaton
- Untamed Frontier (1952) - Glenn Denbow
- Yankee Buccaneer (1952) - Teniente David Farragut
- Montana Belle (1952) - Bob Dalton
- Bloodhounds of Broadway (1952) - Robert 'Numbers' Foster
- Three Steps to the Gallows (UK) / White Fire (US) (1953) - Gregor Stevens
- A Perilous Journey (1953) - Shard Benton
- El Alamein (1953) - Joe Banning
- Johnny Guitar (1954) - Dancin' Kid
- The Law vs. Billy the Kid  (1954) - William 'Billy the Kid' Bonney
- They Were So Young (1954) - Richard Lanning
- Gentlemen Marry Brunettes (1955) - David Action
- The Vanishing American (1955) - Blandy
- Mohawk (1956) - Jonathan
- Terror at Midnight (1956) - Neal 'Rick' Rickards
- The Maverick Queen (1956) - Sundance
- The Storm Rider (1957) - Bart Jones
- The Restless Breed (1957) - Mitch
- Ambush at Cimarron Pass (1958) - Sgt. Matt Blake
- Blood Arrow (1958) - Dan Kree
- Battle Flame (1959) - 1st Lt. Frank Davis
- Operation Bikini (1963) - Capt. Emmett Carey
- Stage to Thunder Rock (1964) - Sam Swope
- John Goldfarb, Please Come Home! (1965) - Entrenador Sakalakis
- Black Spurs (1965) - Reverend Tanner
- Destination Inner Space (1966) - Comandante Wayne
- Castle of Evil (1966) - Matt Granger
- Red Tomahawk (1967) - Ep Wyatt
- Fort Utah (1967) - Dajin
- Journey to the Center of Time (1967) - Stanton
- Arizona Bushwhackers (1968) - Tom Rile
- The Road Hustlers (1968) - Earl Veasey
- They Ran for Their Lives (1968) - Joe Seely
- The Mighty Gorga (1969) - Dan Morgan
- Nightmare in Wax (1969) - Detective Haskell
- Satan's Sadists (1969) - Charlie Baldwin
- The Ice House (1969) - Teniente Scott
- The Cycle Savages (1969) - Vice Squad Detective (no acreditado)
- Five Bloody Graves (1969) - Jim Wade
- Marooned (1969) - Public Affairs Officer
- Hell's Bloody Devils (1970) - Brand
- Cain's Cutthroats (1970) - Justice Cain
- Doctors' Wives (1971) - Sgt. Malloy
- $ (AKA: The Heist) (título en el Reino Unido)
- The Loners (1972) - Policeman Hearn
- Bonnie's Kids (1972) - Ben
- The Leo Chronicles (1972)
- Wicked, Wicked (1973) - Sargento de policía Ramsey
- The Night Strangler (1973) - Capitán de policía Schubert
- Roll, Freddy, Roll! (1974, telefilm) - Almirante Norton
- When Every Day Was the Fourth of July (1978, telefilm) - Officer Michael Doyle
- Women in White (1979, TV Movie) - camarero
- The China Syndrome (1979) - Herman De Young
- Strange Behavior (1981) - Shea
- McClain's Law (1981) - Capt. Scofield
- Gremlins (1984) - Sheriff Frank (su último papel cinematográfico)